# Борден (музей)
Борден — военный музей, расположенный на канадской военной базе «Борден», в провинции Онтарио. Объединяет четыре отдельных музея в которых содержится множество предметов оборудования и транспортных средств всех эпох канадской военной истории, в том числе, историческая бронетехника также содержится в Мемориальном парке генерал-майора Фредерика Франклина Уортингтона и вокруг базы.
Музей расположен примерно в 100 километрах к северу от Торонто. Создан он был на базе других музеев в 1990 году. В 2007 году открыто новое главное здание с большим ангаром исторической военной техники. Музейный комплекс состоит из нескольких зданий и мемориального парка.

## Изображения

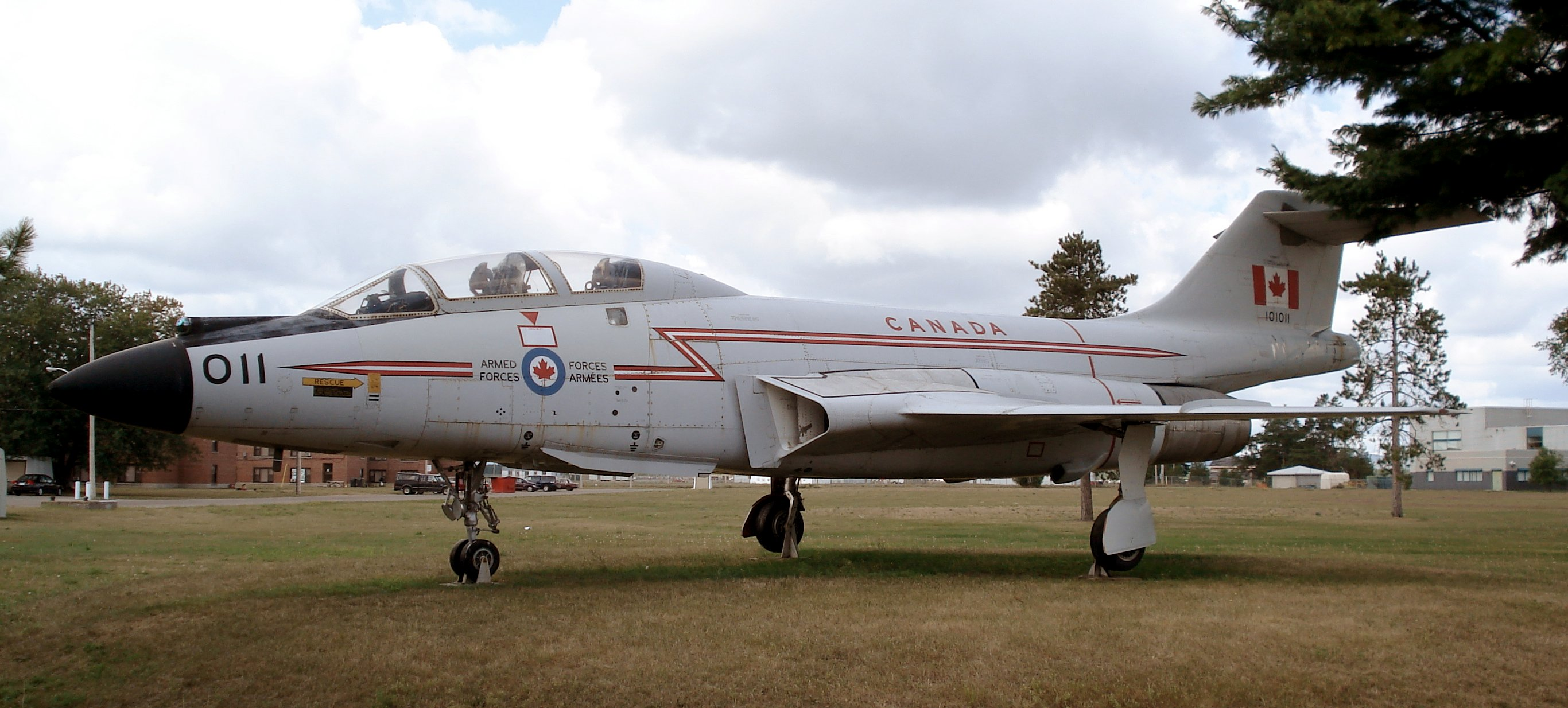
Канадский McDonnell CF-101 Voodoo
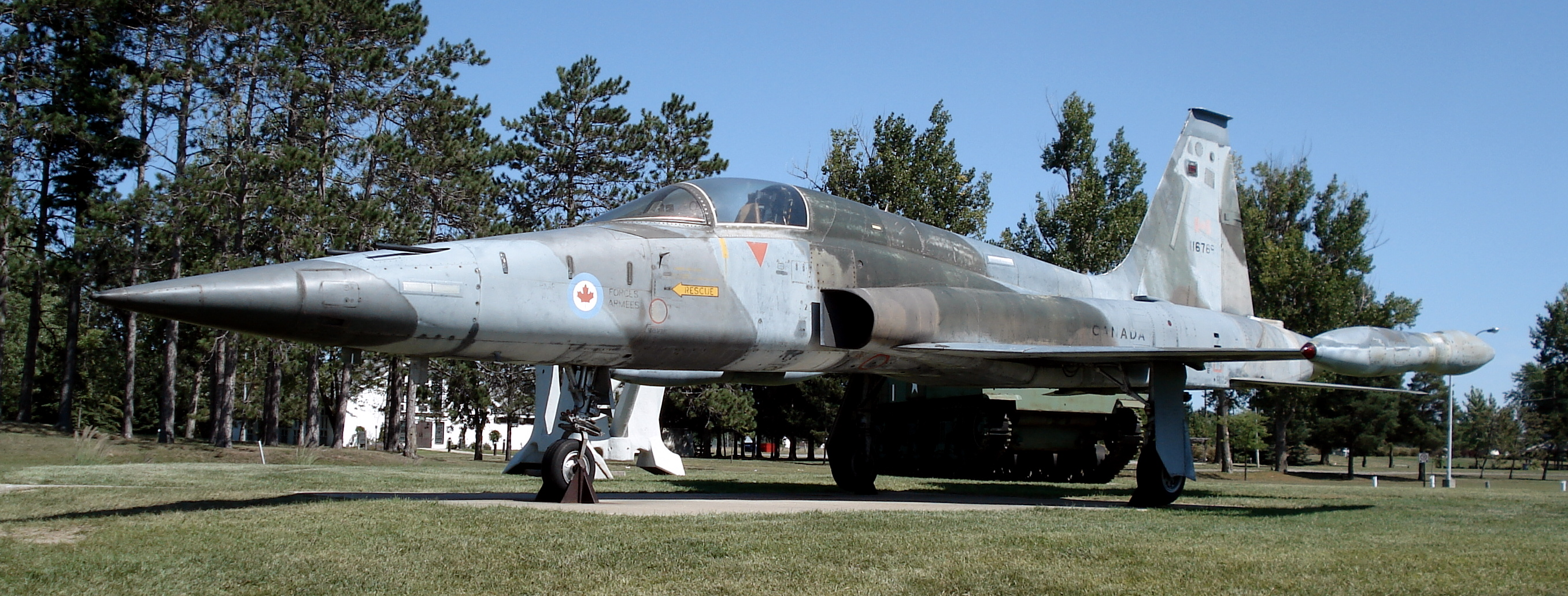
Канадский истребитель-бомбардировщик Canadair CF-5
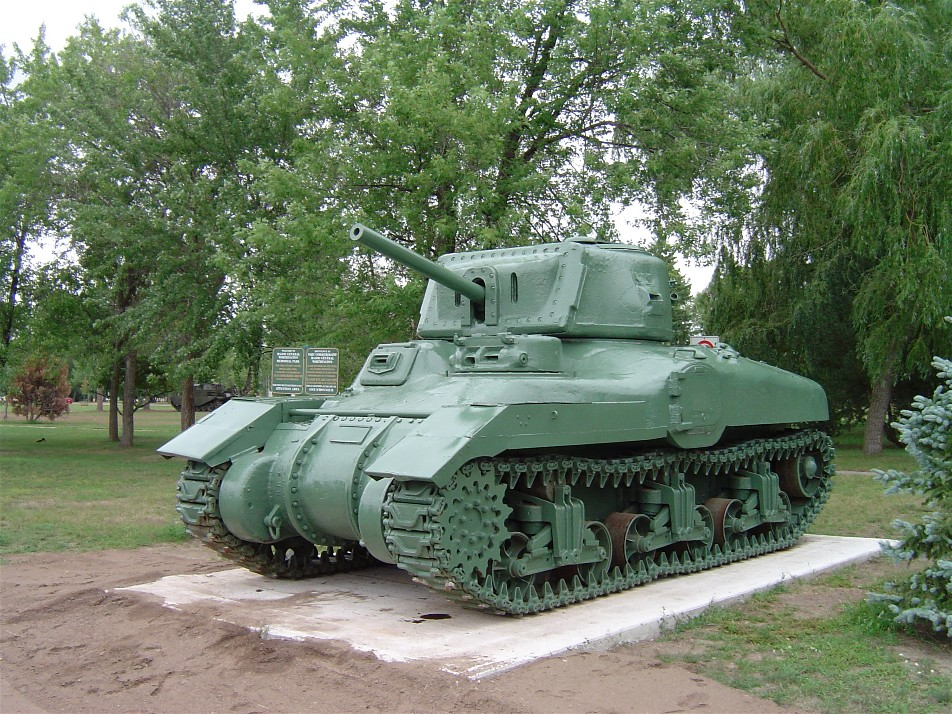
Канадский танк «Рэм»
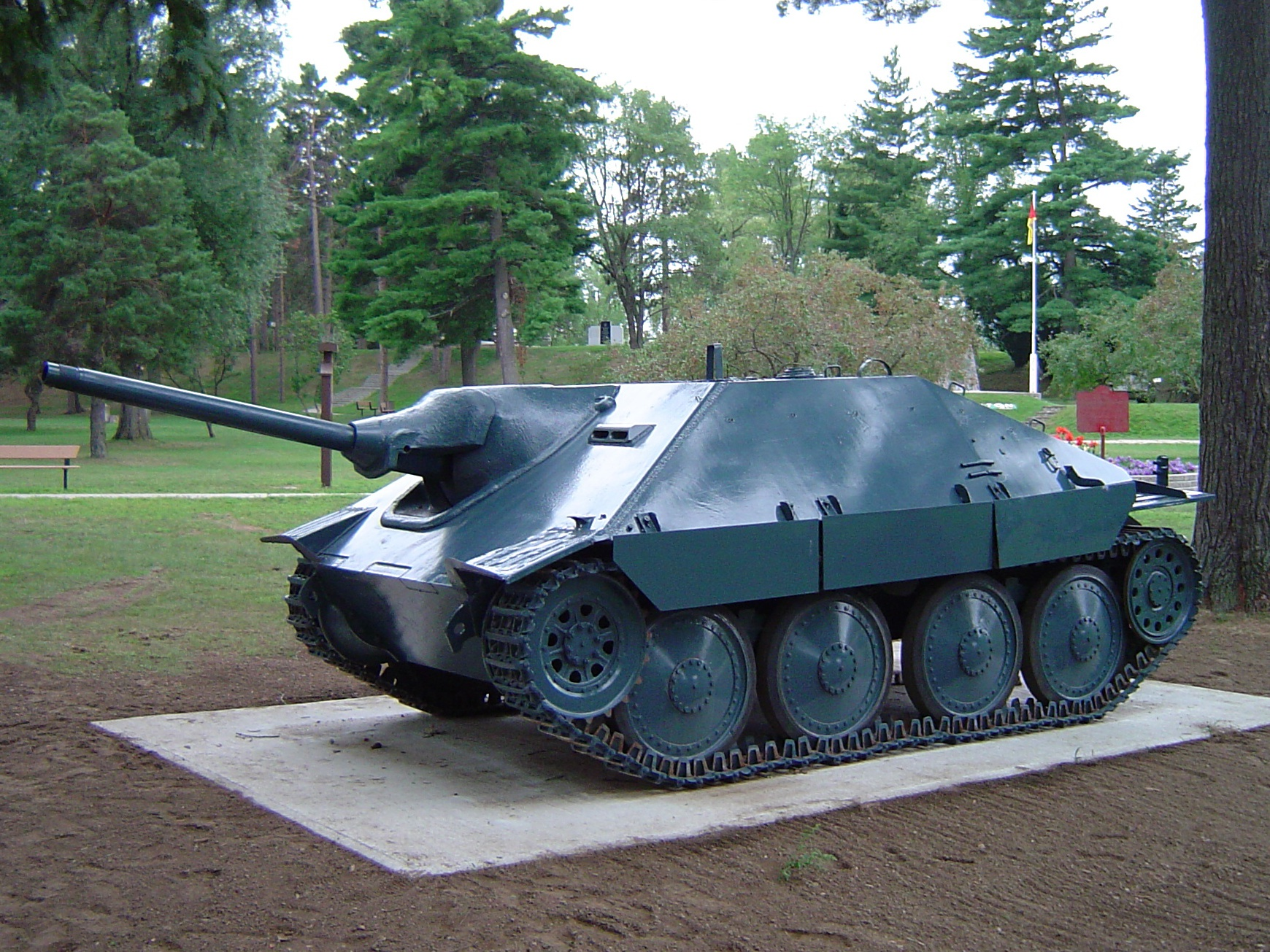
Германская САУ «Хетцер»
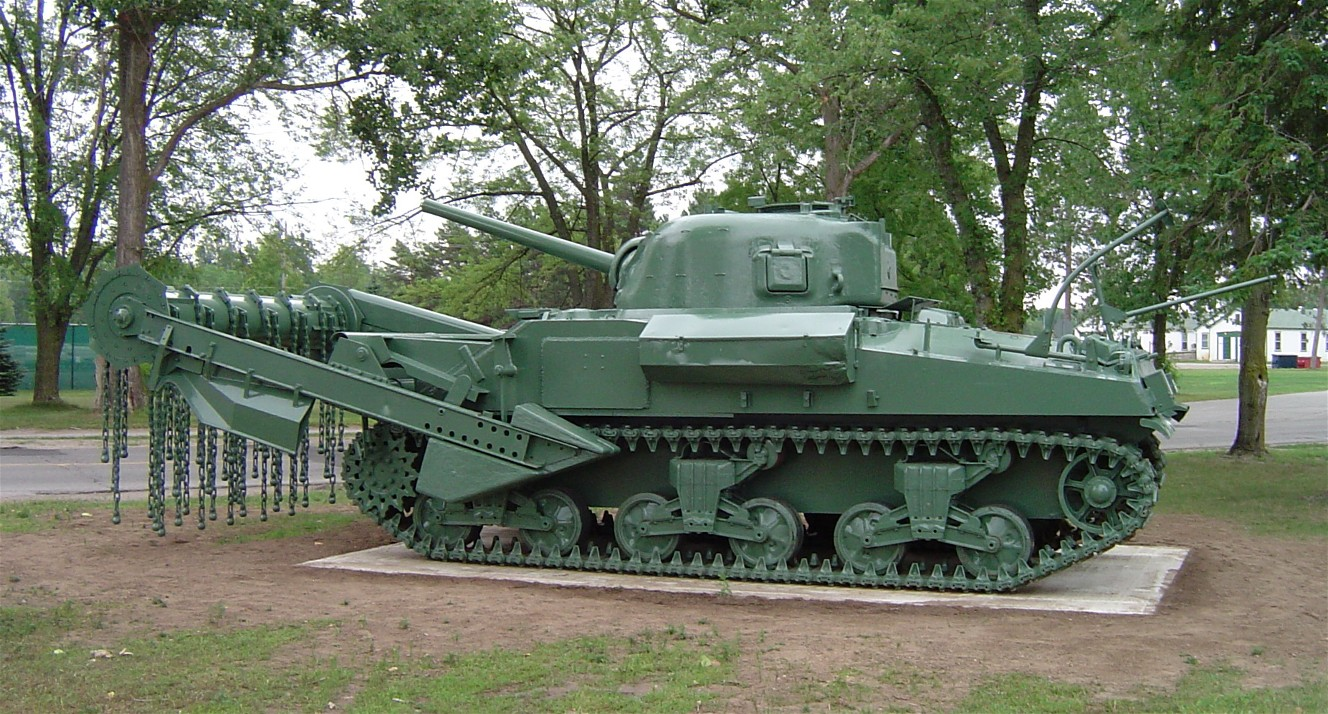
Инженерная боевая машина «Hobart's Funnies»
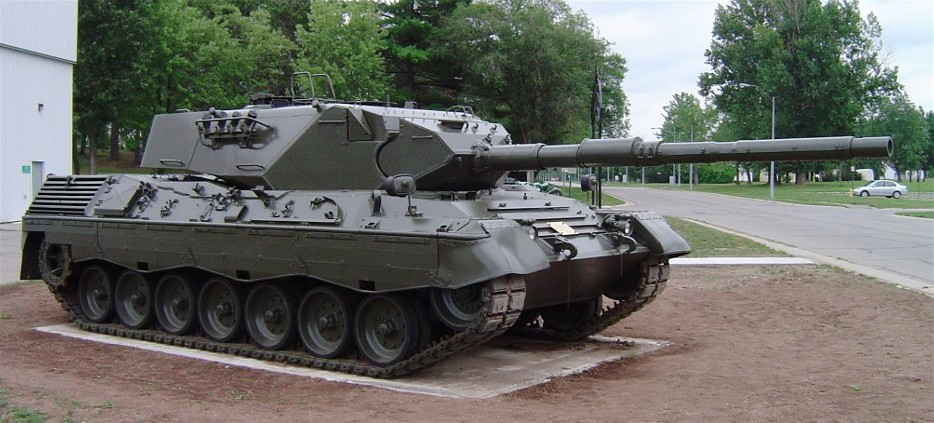
Канадский танк «Леопард»
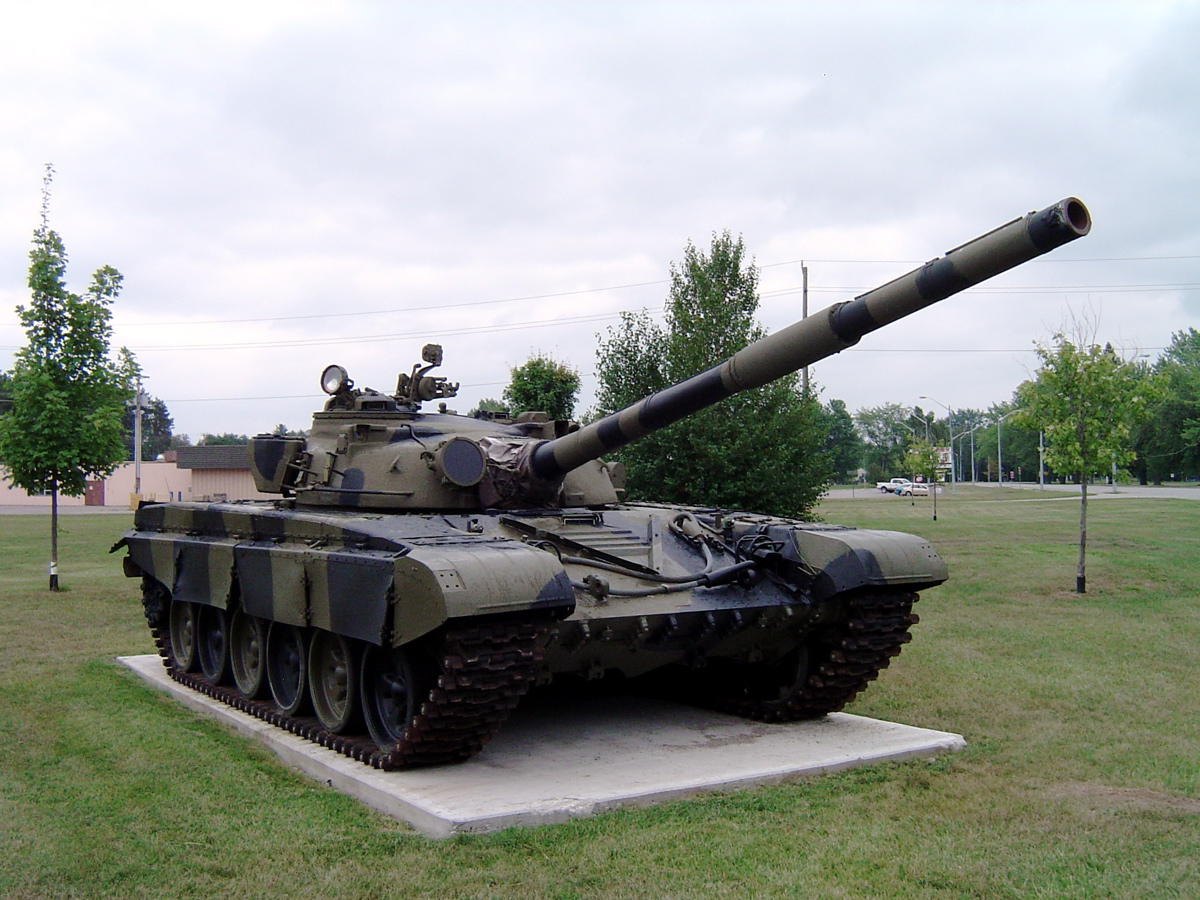
Восточногерманский T-72
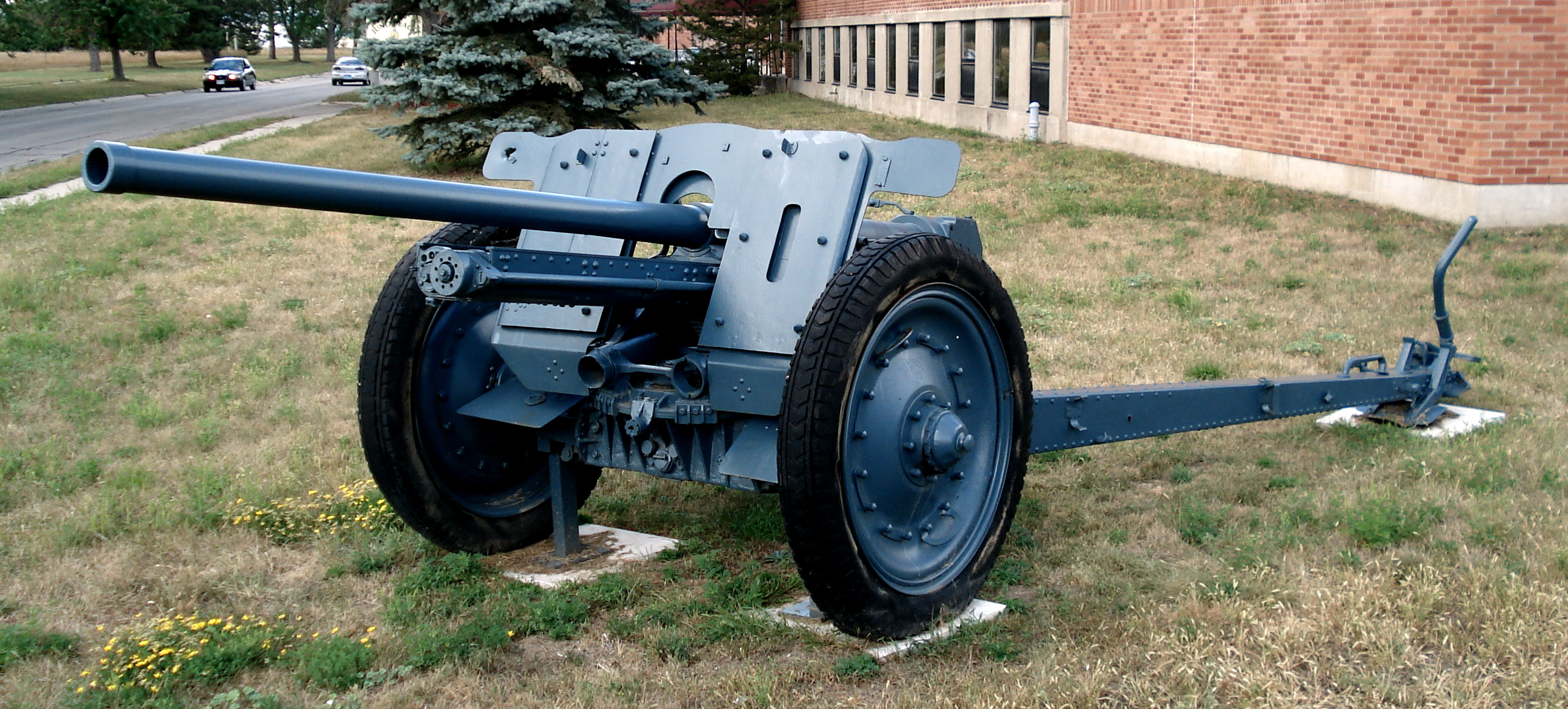
Немецкая противотанковая пушка Pak 36(r)
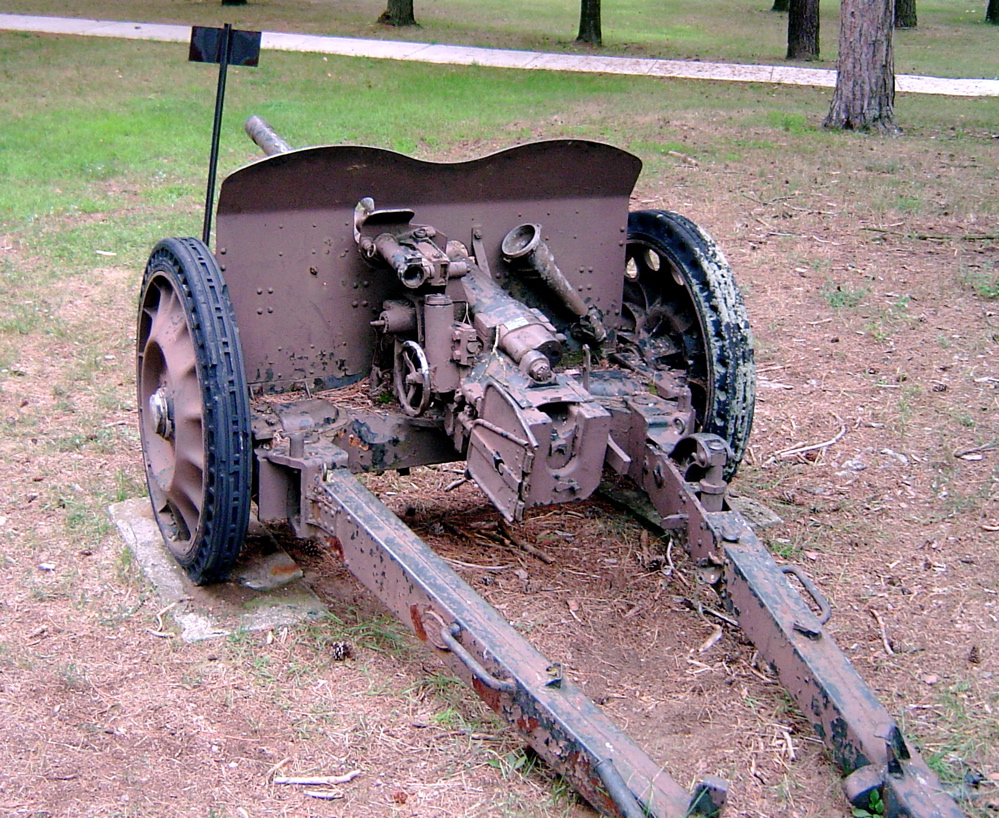
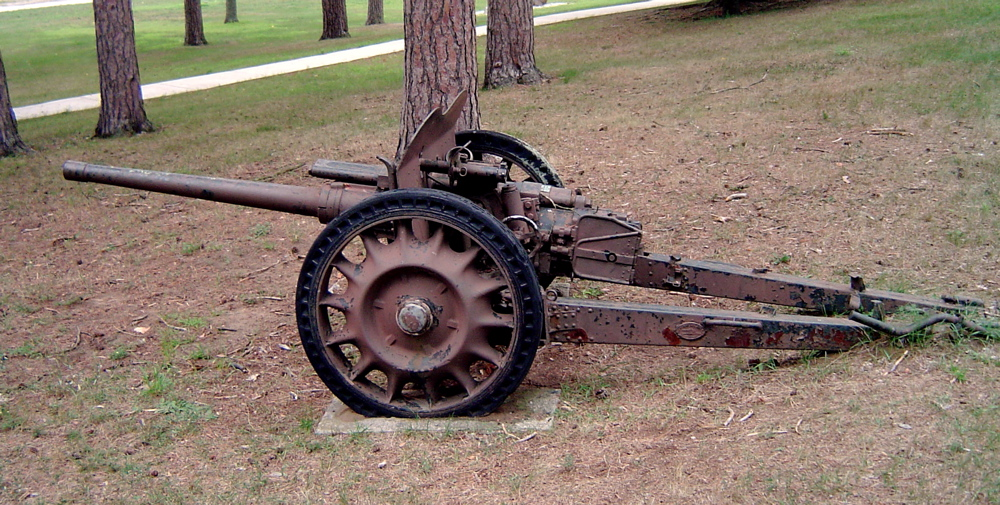
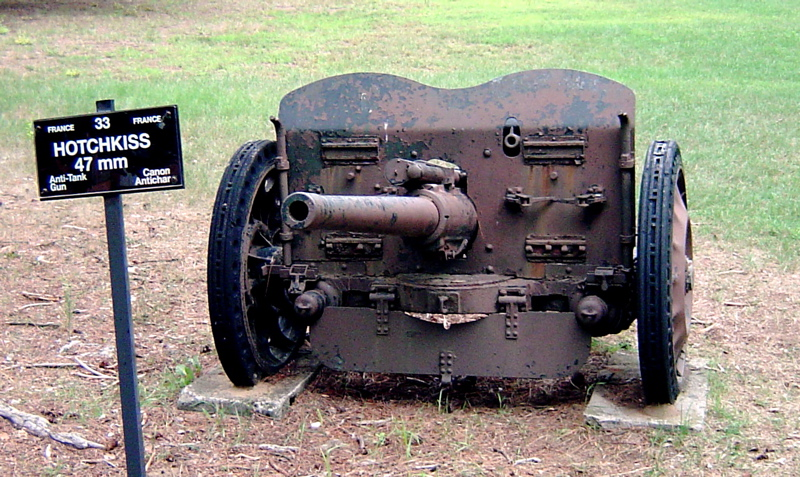
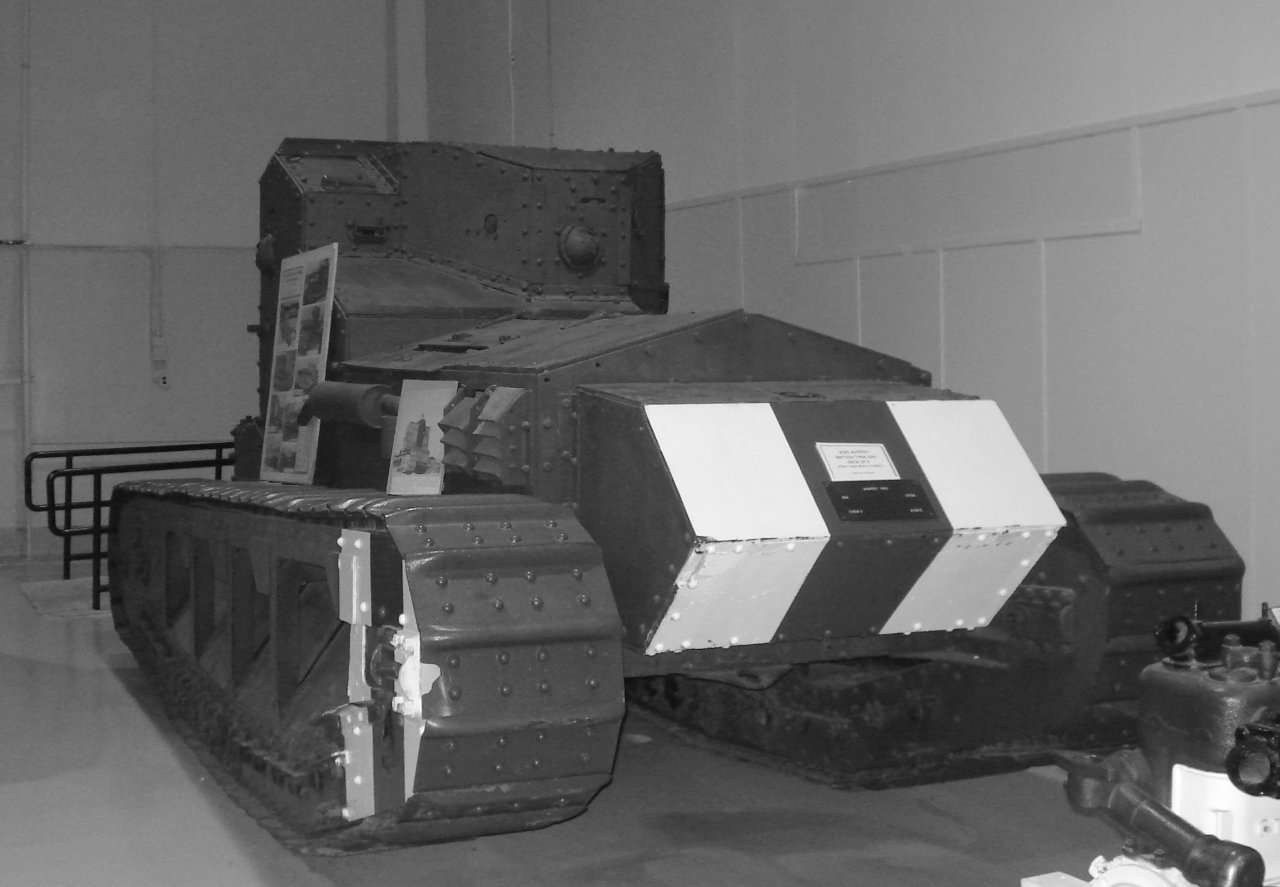
Лёгкий танк Whippet